# دورانگو
دورانگو (به اسپانیایی: Durango) یکی از سی و یک ایالت مکزیک است؛ که با داشتن جمعیتی معادل ۱٬۶۳۲٬۹۳۴ نفر بعد از باخا کالیفرنیا سور کم جمعترین ایالت مکزیک به‌شمار می‌رود. مرکز آن شهر دورانگو است.
این ایالت ۳۹ شهر دارد.